# IC 3022
IC 3022 — галактика типу E-S0 (еліптична спіральна галактика) у сузір'ї Гончі Пси.
Цей об'єкт міститься в оригінальній редакції індексного каталогу.